# 波苏埃洛德劳尔登
波苏埃洛德劳尔登，是西班牙卡斯蒂利亚-莱昂巴利亚多利德省的一个市镇。总面积21平方公里，总人口73人（2001年），人口密度3人/平方公里。